# Sprængstof
Sprængstof er et kemisk stof (eller blanding af flere stoffer), hvis ekstremt høje forbrændingshastighed udnyttes til sprængninger. Den store forbrændingshastighed skyldes, at sprængstoffet selv indeholder den nødvendige ilt i form af en oxidant. Der kan således foregå en fuldstændig forbrænding, som er uafhængig af luften. Sprængstoffer består på denne måde af både brændstof og ilt. Af denne grund kan sprængstoffer også anvendes under vand.
Nogle sprængstoffer er følsomme over for slag, fx nitroglycerin, mens andre først eksploderer, når de bliver udsat for en mindre eksplosion fra en tændsnor eller detonator.
Almindeligt krudt betegnes normalt ikke som sprængstof, da det skal fordæmmes, det vil sige spærres inde i en hård skal, før det kan frembringe en kraftfuld eksplosion. Det skyldes, at krudt brænder hurtigere, jo større tryk der er.

## Inddelinger i typer
Sprængstoffer inddeles efter deres egenskaber. Her er en lille oversigt:
- Ikke brisante:
  - Drivladningskrudt.
  - Pyrotekniske stoffer.
- Brisante:
  - Primære.
  - Sekundære.
  - Tertiære.

### Ikke brisante sprængstoffer
I ikke brisante sprængstoffer foregår forbrændingen på overfladen af stoffet. Herved opvarmes og antændes det underliggende lag, der så under forbrænding udvikler gasser, der skubber det underliggende lag væk. Sådan fortsætter forbrændingen lagvis igennem stoffet.
Hvis forbrændingen foregår i et lukket rum eller beholder, vil trykket stige kraftigt – hvad der forårsager en hurtigere forbrænding af stoffet – og der vil foregå en eksplosion.
Ikke brisante sprængstoffers virkning kan karakteriseres som et gastryk, der udvikler sig langsomt og derfor skubber eller driver det omgivende materiale. Denne drivende virkning er central for virkningen af kanoner og patroner i håndvåben, men benyttes også i nytårsraketter samt i den form for faststofsløfteraketter, der anvendes til rumraketter. Nytårsraketterne giver os også den anden virkning, som er pyroteknik, hvor det er lys i forskellige farver eller røg, der er målet.
Eksempler på ikke brisante sprængstoffer:
- Sortkrudt.
- Cordit.

## Brisante sprængstoffer
I brisante sprængstoffer bliver forbrændingen ikke videregivet som i ikke-brisante sprængstoffer. Her er det i stedet en chokbølge, der bevirker forbrændingens forplantning, som også kaldes for en detonation. Denne chokbølge bevæger sig igennem sprængstoffet i en kugleformet front ud fra antændelses-punktet og har en hastighed på flere tusinde meter i sekundet. I chokbølgens front er der et enormt højt tryk, der er mange gange større end det efterfølgende tryk forårsaget af de udviklede gasser. Denne front har en knusende virkning, der lidt simplificeret skiller sprængstoffet i dets bestandele, hvorefter brændstoffet reagerer med ilten under udvikling af varme og gas.
Brisante sprængstoffers knusende chokbølge kan også overføres til materialer, der støder direkte op til sprængstoffet ved et meget kraftigt slag. Dette betyder, at man med relativt lidt sprængstof kan 'knuse' stærke materialer.
For at vise hvor store kræfter der er i et brisant sprængstof, vises her nogle værdier for TNT, der er blevet udødeliggjort af utallige tegnefilm:
- Chokbølgehastighed – 6.800 m/s eller 24.480 km/t.
- Eksplosionstemperatur – 2.950 °C.
- 1 kilo TNT bliver til 728 liter gas på én gang.

Brisante sprængstoffer inddeles i tre grupper (primær, sekundær og tertiær), alt efter hvor nemt de antændes. Grundlæggende skal man bruge et primært sprængstof til at antænde et sekundært og så videre. Der er dog undtagelser, eksempelvis nitroglycerin.

### Primære sprængstoffer
Disse kan antændes let med enten varme, chok eller et elektrisk stød. De primære sprængstoffer er sarte og anvendes derfor kun i tændsatser med det formål at antænde sekundære sprængstoffer. Fejlagtigt tror folk, at nitroglycerin hører til i denne gruppe, men det er meget mere stabilt, end man ofte får indtryk af på film, og det hører til under sekundære sprængstoffer.
Stoffer i denne grupper er fx
- Acetoneperoxid.
- Blyazid brugt i nogle typer detonatorer.
- Blystyphnat.
- Kviksølvfulminat også kaldet knaldkviksølv.
- Sølvazid.
- Tetracen.

### Sekundære sprængstoffer
Denne gruppe kan indeles i to, de enkelte sprængstoffer og blandingssprængstoffer.
- Nitroglycol.
- TNT.
- Nitroglycerin.
- RDX.
- HMX.
- PETN.

Blandingssprængstoffer (disse omfatter det såkaldte plastisk sprængstof samt emulsionssprængstoffer.
- Dynamit.
- Nitromethan.
- Amatol.
- Pentolit.
- ANFO (bestående af ammoniumnitrat og dieselolie).
- Tritonal.
- Gelignit.

### Tertiære sprængstoffer
Disse er meget stabile og svære at antænde.
- Ammoniumnitrat.
- Ammoniumperklorat.

## Sprængstoffers anvendelse
- Stenbrud
- Nedrivning.
- Bomber.
- Missiler.
- Granater.
- Landminer.

### Skære- og stråleladninger
Ved at forme sprængstoffet på en bestemt måde kan man 'fokusere' den knusende chokbølge på et bestemt punkt. Dette giver muligheden for med sprængstof at 'skære' igennem metal, som havde man anvendt en kniv i blødt smør. En anden mulighed ligger i, at man borer et hul med en stråleladning. Hulladninger i panserværnsvåben er af denne type.
Andre relaterede udtryk:
- Skæreladning.
- Retningsbestemt sprængning.

## Data på nogle udvalgte sprængstoffer
|                                | Sort-krudt | Propantriol- trinitrat (nitroglycerin) | Ethandiol- dinitrat (glycoldinitrat) | Skydebomuld/ nitrocellulose | Pentaerythrit- tetranitrat | Trinitrotoluol (TNT) |
| ------------------------------ | ---------- | -------------------------------------- | ------------------------------------ | --------------------------- | -------------------------- | -------------------- |
| Smeltepunkt °C                 | --         | 13,5                                   | -22                                  | nedbrudt ved 180            | 141                        | 81                   |
| Tæthed g/cm³                   | 1,1        | 1,6                                    | 1,49                                 | 1,67                        | 1,77                       | 1,65                 |
| Ilt- balance %                 | -18        | +3,5                                   | ±0                                   | -29,6                       | -10,1                      | -74,0                |
| Eksplosions- varme kJ / kg     | 2.784      | 6.238                                  | 6.615                                | 4.396                       | 5.862                      | 3.977                |
| Volumen l / kg                 | 337        | 740                                    | 737                                  | 869                         | 780                        | 740                  |
| Specifik energi (l · MPa) / kg | 285        | 1.337                                  | 1.389                                | 1.003                       | 1.327                      | 821                  |
| Detonations- hastighed m/s     | 400        | 7.600                                  | 7.300                                | 6.800                       | 8.400                      | 6.900                |
| Eksplosions- temperatur K      | 2.380      | 4.600                                  | 4.700                                | 3.150                       | 4.200                      | 2.820                |

| Naturvidenskab | Spire Denne naturvidenskabsartikel er en spire som bør udbygges. Du er velkommen til at hjælpe Wikipedia ved at udvide den. |